# Port lotniczy Mekambo
Port lotniczy Mekambo (ICAO: FOOE, IATA: MKB) – krajowy port lotniczy położony w Mekambo, w Gabonie.